# Landkreis Säckingen
Der Landkreis Säckingen war ein Landkreis in Baden-Württemberg, der im Zuge der Kreisreform am 1. Januar 1973 aufgelöst wurde.

## Geografie

### Lage
Der Landkreis Säckingen lag im Südwesten Baden-Württembergs.
Geografisch hatte der Landkreis Säckingen Anteil am Schwarzwald, dessen südlichen Ausläufern sowie dem östlich anschließenden Hotzenwald. Die Kreisstadt Säckingen (heute Bad Säckingen) lag am südlichen Rand des Kreisgebiets direkt am Rhein.

### Nachbarkreise
Seine Nachbarkreise waren 1972 im Uhrzeigersinn beginnend im Westen Lörrach, Hochschwarzwald und Waldshut. Im Süden bildete der Rhein die natürliche Grenze zur Schweiz.

## Geschichte

### Bezirksamt Säckingen
Die Stadt Säckingen mitsamt den umliegenden Dörfern gehörte im 18. Jahrhundert zum Oberamt Breisgau in Vorderösterreich. Die Gegend wurde 1793 von den französischen Revolutionstruppen erobert und 1805 von Napoleon Bonaparte dem neugebildeten Großherzogtum Baden zugeschlagen.
In Baden wurde am 22. Juni 1807 in der Provinz des Oberrheins das Oberamt Säckingen eingerichtet. Ihm zugeteilt wurden zunächst die Stadt Säckingen sowie unter anderem die Orte Binzgen, Herrischried, Kleinlaufenburg, Murg, Obersäckingen und Willaringen.
Durch das Organisationsrescript vom 26. November 1809 wurde das Amt Säckingen neu abgegrenzt und dem neuen Wiesenkreis zugeordnet. 1810 und 1813 wurde das Amt um weitere Orte vergrößert.	Nach der Auflösung des Wiesenkreises kam das Amt Säckingen 1815 zum Dreisamkreis. Ab 1832 gehörte das Amt zum Oberrheinkreis.
1864 wechselte die Gemeinde Wehr aus dem Bezirksamt Säckingen zum Bezirksamt Schopfheim. Das Bezirksamt Säckingen gehörte seitdem zum Kreis Waldshut im Landeskommissärbezirk Konstanz.
Am 1. April 1921 wechselte die Gemeinde Warmbach des Bezirksamtes Lörrach zum Bezirksamt Säckingen und wurde nach Nollingen eingemeindet.
Am 1. Oktober 1936 wurde das Bezirksamt Säckingen um die Gemeinden Dossenbach, Minseln, Nordschwaben, Todtmoos und Wehr des Bezirksamtes Schopfheim sowie die Gemeinden Albert, Engelschwand, Görwihl, Grunholz, Hartschwand, Hauenstein, Hochsal, Ibach, Luttingen, Niederwihl, Oberwihl, Rotzel, Rotzingen, Rüßwihl, Schachen, Schlageten, Segeten, Strittmatt, Urberg, Wilfingen, Wittenschwand und Wolpadingen des Bezirksamtes Waldshut vergrößert.

### Landkreis Säckingen
Seit dem 1. Januar 1939 hieß das Bezirksamt Säckingen Landkreis Säckingen.
Nach der Bildung des Landes Baden-Württemberg 1952 gehörte der Landkreis Säckingen zum Regierungsbezirk Südbaden. Durch die Gemeindereform ab 1970 veränderte sich das Kreisgebiet in einem Fall. Am 1. Januar 1971 wurde die Gemeinde Schlageten mit der Gemeinde Immeneich, Landkreis Waldshut, zur neuen Gemeinde Albtal (die jedoch 1974 nach St. Blasien eingemeindet wurde) vereinigt und verließ somit den Landkreis Säckingen.
Mit Wirkung vom 1. Januar 1973 wurde der Landkreis Säckingen aufgelöst. Seine Gemeinden gingen überwiegend im vergrößerten Landkreis Waldshut auf, der damit Rechtsnachfolger des Landkreises Säckingen wurde. Fünf Gemeinden im westlichen Kreisgebiet gingen im vergrößerten Landkreis Lörrach auf.

### Einwohnerentwicklung
| Datum              | Einwohner | Quelle |
| ------------------ | --------- | ------ |
| 1814               | 12.477    | [ 12 ] |
| 1834               | 19.993    | [ 13 ] |
| 1852               | 18.515    | [ 14 ] |
| 1871               | 18.241    | [ 15 ] |
| 1890               | 17.755    | [ 16 ] |
| 1910               | 22.824    | [ 17 ] |
| 1925               | 25.235    | [ 18 ] |
| 1933               | 27.544    | [ 18 ] |
|                    |           |        |
| 17. Mai 1939       | 43.649    | [ 19 ] |
| 13. September 1950 | 50.263    | [ 19 ] |
| 6. Juni 1961       | 65.797    | [ 19 ] |
| 27. Mai 1970       | 75.344    | [ 19 ] |

Das Bezirksamt Säckingen wurde 1936 deutlich vergrößert.

## Politik

### Landräte
Die Oberamtmänner bzw. Landräte des Bezirksamts bzw. Landkreises Säckingen 1807–1972:
- 1807–1814: Johann Fidel Wieland
- 1814–1819: Franz Xaver Bossi
- 1819–1828: Hermann Th. Burstert
- 1828–1831: Ludwig Friedrich Eichrodt
- 1831–1846: Raphael von Weinzierl
- 1847–1849: Johann Baptist Schey
- 1849–1855: Adolf Leiber
- 1855–1860: Johann Baptist Rieder
- 1860–1864: Otto Sachs
- 1864–1864: Johann Nepomuk Wetzel
- 1865–1872: Franz Müller
- 1872–1877: Gustav Eschborn
- 1877–1879: Ferdinand Lewald
- 1879–1884: Wilhelm Holtzmann
- 1884–1888: Ernst Müller
- 1888–1891: Moritz Seubert
- 1891–1899: Oskar Frech
- 1899–1904: Hermann Ludwig Pfeiffer
- 1904–1918: Albert Kapferer
- 1918–1919: Paul Schwoerer
- 1920–1934: Wernher von Rotberg
- 1934–1936: Johannes Duntze
- 1936–1937: Karl Vierling
- 1937–1945: Franz Schühly
- 1945–1949: Alfons Oswald
- 1949–1968: Otto Bischof
- 1968–1972: Otto Leible

### Wappen
Das Wappen des Landkreises Säckingen zeigte in von Rot und Gold gespaltenem Schild vorne einen schwebenden silbernen Abtsstab, dessen abgekehrte Krümme mit grünen Steinen belegt ist, hinten einen schräg nach oben gerichteten roten Blitz. Das Wappen wurde dem Landkreis Säckingen am 25. August 1966 vom Innenministerium Baden-Württemberg verliehen. Der Abtsstab symbolisiert das Kloster Säckingen, der Blitz steht für die Energiegewinnung im Kreis. Auf damals zum Bezirksamt Säckingen, seit 1973 jedoch zum Nachbarlandkreis Lörrach gehörenden Gebiet wurde das erste Flusskraftwerk Europas gebaut. Die Blasonierung deutet auf die badischen Farben Rot-Gelb und auf die Farben Vorderösterreichs (Rot-Weiß) hin, zu dem das Gebiet früher gehörte bzw. 1806 gelangte.

## Wirtschaft und Infrastruktur

### Verkehr
Durch das Kreisgebiet führte keine Bundesautobahn. Daher wurde der Kreis nur durch die Bundesstraße 34 und mehrere Kreisstraßen erschlossen.

## Gemeinden
Zum Landkreis Säckingen gehörten ab 1936 zunächst 53 Gemeinden, davon 5 Städte.
Am 7. März 1968 stellte der Landtag von Baden-Württemberg die Weichen für eine Gemeindereform. Mit dem Gesetz zur Stärkung der Verwaltungskraft kleinerer Gemeinden war es möglich, dass sich kleinere Gemeinden freiwillig zu größeren Gemeinden vereinigen konnten. Den Anfang im Landkreis Säckingen machten am 1. Januar 1971 die Gemeinden Urberg, Wilfingen, Wittenschwand und Wolpadingen, die sich zur neuen Gemeinde Dachsberg (Südschwarzwald) vereinigten. Gleichzeitig vereinigte sich die Gemeinde Schlageten mit der Nachbargemeinde Immeneich, Landkreis Waldshut zur neuen Gemeinde Albtal. In der Folgezeit reduzierte sich die Zahl der Gemeinden stetig, bis der Landkreis Säckingen schließlich am 1. Januar 1973 aufgelöst wurde.
Die größte Gemeinde des Landkreises war die Stadt Rheinfelden (Baden). Die kleinste Gemeinde war Rütte.

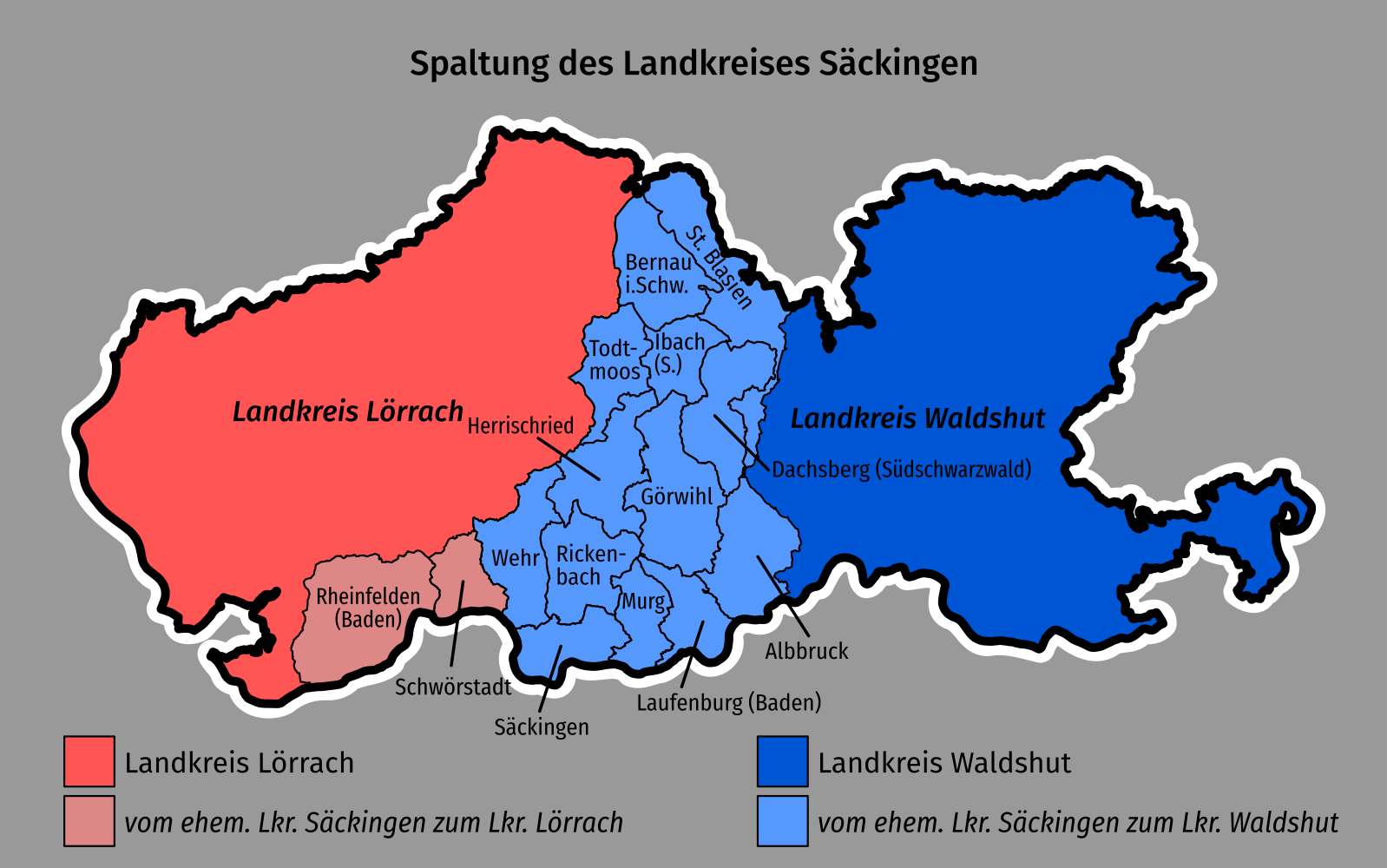
Karte der “Spaltung” des Landkreises

In der Tabelle stehen die Gemeinden des Landkreises Säckingen vor der Gemeindereform. Die Einwohnerangaben beziehen sich auf die Volkszählungsergebnisse in den Jahren 1961 und 1970.
| frühere Gemeinde           | heutige Gemeinde           | heutiger Landkreis | Einwohner am 6. Juni 1961 | Einwohner am 27. Mai 1970 |
| -------------------------- | -------------------------- | ------------------ | ------------------------- | ------------------------- |
| Altenschwand               | Rickenbach                 | Waldshut           | 383                       | 428                       |
| Bergalingen                | Rickenbach                 | Waldshut           | 258                       | 306                       |
| Binzgen                    | Laufenburg (Baden)         | Waldshut           | 624                       | 848                       |
| Dossenbach                 | Schwörstadt                | Lörrach            | 387                       | 395                       |
| Engelschwand               | Görwihl                    | Waldshut           | 165                       | 189                       |
| Görwihl                    | Görwihl                    | Waldshut           | 963                       | 1.133                     |
| Großherrischwand           | Herrischried               | Waldshut           | 169                       | 202                       |
| Grunholz                   | Laufenburg (Baden)         | Waldshut           | 259                       | 257                       |
| Hänner                     | Murg                       | Waldshut           | 598                       | 720                       |
| Harpolingen                | Bad Säckingen              | Waldshut           | 364                       | 431                       |
| Hartschwand                | Görwihl                    | Waldshut           | 146                       | 149                       |
| Hauenstein, Stadt          | Laufenburg (Baden)         | Waldshut           | 157                       | 151                       |
| Herrischried               | Herrischried               | Waldshut           | 584                       | 612                       |
| Hochsal                    | Laufenburg (Baden)         | Waldshut           | 409                       | 448                       |
| Hogschür                   | Herrischried               | Waldshut           | 204                       | 238                       |
| Hornberg                   | Herrischried               | Waldshut           | 217                       | 225                       |
| Hottingen                  | Rickenbach                 | Waldshut           | 543                       | 582                       |
| Hütten                     | Rickenbach                 | Waldshut           | 245                       | 317                       |
| Ibach                      | Ibach                      | Waldshut           | 341                       | 311                       |
| Karsau                     | Rheinfelden (Baden)        | Lörrach            | 2.552                     | 3.209                     |
| Laufenburg (Baden), Stadt  | Laufenburg (Baden)         | Waldshut           | 3.336                     | 3.947                     |
| Luttingen                  | Laufenburg (Baden)         | Waldshut           | 702                       | 1.021                     |
| Minseln                    | Rheinfelden (Baden)        | Lörrach            | 1.080                     | 1.338                     |
| Murg                       | Murg                       | Waldshut           | 2.662                     | 3.406                     |
| Niedergebisbach            | Herrischried               | Waldshut           | 173                       | 182                       |
| Niederhof                  | Murg                       | Waldshut           | 945                       | 1.093                     |
| Niederwihl                 | Görwihl                    | Waldshut           | 399                       | 491                       |
| Nordschwaben               | Rheinfelden (Baden)        | Lörrach            | 248                       | 222                       |
| Oberhof                    | Murg                       | Waldshut           | 476                       | 471                       |
| Oberwihl                   | Görwihl                    | Waldshut           | 423                       | 485                       |
| Öflingen                   | Wehr                       | Waldshut           | 2.507                     | 2.727                     |
| Rheinfelden (Baden), Stadt | Rheinfelden (Baden)        | Lörrach            | 14.642                    | 17.258                    |
| Rickenbach                 | Rickenbach                 | Waldshut           | 543                       | 715                       |
| Rippolingen                | Bad Säckingen              | Waldshut           | 263                       | 337                       |
| Rotzel                     | Laufenburg (Baden)         | Waldshut           | 475                       | 478                       |
| Rotzingen                  | Görwihl                    | Waldshut           | 329                       | 360                       |
| Rüßwihl                    | Görwihl                    | Waldshut           | 466                       | 532                       |
| Rütte                      | Herrischried               | Waldshut           | 133                       | 122                       |
| Säckingen, Stadt           | Bad Säckingen              | Waldshut           | 11.326                    | 12.894                    |
| Schachen                   | Albbruck                   | Waldshut           | 563                       | 582                       |
| Schlageten                 | St. Blasien                | Waldshut           | 250                       | 235                       |
| Schwörstadt                | Schwörstadt                | Lörrach            | 1.616                     | 2.034                     |
| Segeten                    | Görwihl                    | Waldshut           | 227                       | 250                       |
| Strittmatt                 | Görwihl                    | Waldshut           | 340                       | 323                       |
| Todtmoos                   | Todtmoos                   | Waldshut           | 1.937                     | 1.940                     |
| Urberg                     | Dachsberg (Südschwarzwald) | Waldshut           | 302                       | 281                       |
| Wallbach                   | Bad Säckingen              | Waldshut           | 702                       | 731                       |
| Wehr, Stadt                | Wehr                       | Waldshut           | 7.413                     | 8.537                     |
| Wehrhalden                 | Herrischried               | Waldshut           | 305                       | 306                       |
| Wilfingen                  | Dachsberg (Südschwarzwald) | Waldshut           | 324                       | 368                       |
| Willaringen                | Rickenbach                 | Waldshut           | 592                       | 851                       |
| Wittenschwand              | Dachsberg (Südschwarzwald) | Waldshut           | 283                       | 276                       |
| Wolpadingen                | Dachsberg (Südschwarzwald) | Waldshut           | 247                       | 258                       |

## Kfz-Kennzeichen

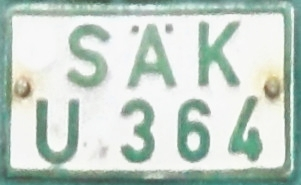
Ehemaliges Kfz-Kennzeichen des Landkreises (für ein landwirtschaftliches Fahrzeug)

Am 1. Juli 1956 wurde dem Landkreis bei der Einführung der bis heute gültigen Kfz-Kennzeichen das Unterscheidungszeichen SÄK zugewiesen. Es ist das einzige Unterscheidungszeichen, in dem der Buchstabe Ä vorkommt. Es wurde bis zum 31. Dezember 1972 ausgegeben und ist seit dem 15. März 2021 im Rahmen der Kennzeichenliberalisierung im Landkreis Waldshut wieder erhältlich.